# Task Force on Financial Integrity and Economic Development
Die Task Force on Financial Integrity & Economic Development wurde im Januar 2009 in Washington, D.C., USA, durch die unabhängige Non-Profit-Denkfabrik Global Financial Integrity (GFI) mit Sitz in den USA und mit Unterstützung durch Norwegen gegründet und ist eine weltweite Koalition von Nichtregierungsorganisationen und von mehr als 50 Staaten, dazu gehören beispielsweise auch Deutschland, die kanadische Canadian International Development Agency (CIDA) und das Ständige Sekretariat der Leading Group on Innovative Financing for Development mit Sitz in Paris. Ziele sind eine bessere Transparenz und Rechenschaftspflicht innerhalb des globalen Finanzsystems sowie die Aufdeckung illegaler Finanzströme.
2013 wurde die Task Force umbenannt in Financial Transparency Coalition.

## Aufgaben und Ziele
- Bekämpfung von Preismanipulationen im internationalen Handel
- Verbindliche Verankerung länderbezogener Berichtspflichten über Umsatz, Gewinn und Steuerzahlungen von multinationalen Unternehmen
- Offenlegung von Informationen über wirtschaftliche Eigentümer/Nießbrauchberechtigung (beneficial ownership) von Unternehmen und Trusts.
- Einführung des automatischen grenzüberschreitenden Austauschs von Steuerinformationen
- Harmonisierung der Maßnahmen gegen die Geldwäsche

## Leitung
Direktor der Task Force ist der US-Amerikaner Raymond W. Baker (* 1935).
Die Leitung der Task Force übernimmt ein Koordinierungsausschuss (coordinating committee) mit derzeit folgenden Mitgliedern:
- Global Financial Integrity (GFI), zuständig auch für die Koordination der Task Force
- Christian Aid, die offizielle Hilfs- und Entwicklungsorganisation von 40 britischen und irischen Kirchen und Einrichtungen
- European Network on Debt and Development (Eurodad)
- Tax Justice Network (Netzwerk für Steuergerechtigkeit)
- Global Witness
- Transparency International

Finanziell unterstützt wird die Task Force vom norwegischen Ministerium für Auswärtige Angelegenheiten und der spanischen Regierung.

## Geschichte
Im September 2009 forderte die Task Force während des Gipfeltreffens der Gruppe der zwanzig wichtigsten Industrie- und Schwellenländer (G20-Staaten) in Pittsburgh, USA, sich mit den gravierenden Auswirkungen des Schattenfinanzsystems für die armen Länder zu befassen und konkrete Schritte gegen die Kapitalflucht in Steueroasen und Schattenfinanzzentren zu unternehmen. Den Schätzungen dieser Arbeitsgruppe zufolge beläuft sich der Betrag von Steuerfluchtgeldern aus Entwicklungsländern in „western economies“ auf jährlich etwa 850 Milliarden US-Dollar.
Bisherige Konferenzen:
- 16. bis 17. September 2009 in Washington, USA[2]
- 28. bis 29. September 2010 in Bergen, Norwegen[3]
- 6. bis 7. Oktober 2011 in Paris, Frankreich[4]
- 3. April 2013 in Neu-Delhi, Regionalkonferenz der Task Force zusammen mit dem indischen CBGA (Centre for Budget and Governance Accountability)